# Qualzucht

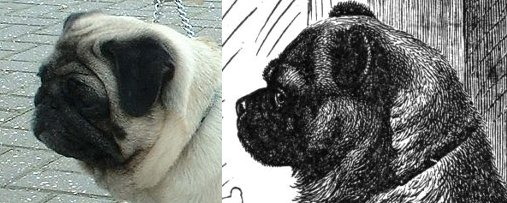
Vergleich der Mops-Kopfform 2003 (links) und 1927 (rechts)

Als Qualzucht bezeichnet man bei der Zucht von Tieren die Duldung oder Förderung von Merkmalen, die mit Schmerzen, Leiden, Schäden oder Verhaltensstörungen für die Tiere verbunden sind. Betroffene Tiere werden auch als Qualzüchtungen bezeichnet.

## Betrachtung verschiedener Länder

### Deutschland
Die dort definierte Qualzucht von Wirbeltieren ist nach § 11b Tierschutzgesetz verboten – außer, sie ist für wissenschaftliche Zwecke nötig; sie ist nach § 18 Abs. 1 Ziff. 22 TierSchG eine Ordnungswidrigkeit, kann je nach Ausmaß aber auch die Voraussetzungen einer Straftat nach § 17 TierSchG erfüllen. Ein Beispiel für eine Ausnahme ist die als Modellorganismus vielfach verwendete Nacktmaus (athymische Maus). Das Tierschutzgesetz wird vom Deutschen Tierschutzbund hinsichtlich der Qualzucht bei Heimtieren als zu schwach bewertet. Der Europäische Tier- und Naturschutz e. V. kritisiert die nach seiner Aussage fehlende Umsetzung des Gesetzes bei Nutztieren.
Das am 2. Juni 1999 im Auftrag des Bundesministeriums für Verbraucherschutz, Ernährung und Landwirtschaft veröffentlichte Gutachten zur Auslegung von § 11b TierSchG (Verbot von Qualzüchtungen) „soll insbesondere allen Züchtern von Heimtieren helfen, ihrer Verantwortung gerecht zu werden und die Vorschriften des Tierschutzgesetzes, welche die Züchtung betreffen, in vollem Umfang zu beachten. Ziel ist das vitale, gesunde, schmerz- und leidensfreie Tier.“ Laut einer darin enthaltenen Definition ist die Qualzüchtung gegeben, wenn „… bei Wirbeltieren die durch Zucht geförderten oder die geduldeten Merkmalsausprägungen (Form-, Farb-, Leistungs- und Verhaltensmerkmale) zu Minderleistungen bezüglich Selbstaufbau, Selbsterhaltung und Fortpflanzung führen und sich in züchtungsbedingten morphologischen und/oder physiologischen Veränderungen oder Verhaltensstörungen äußern, die mit Schmerzen, Leiden oder Schäden verbunden sind.“ Das Gutachten beschäftigt sich vor allem mit Hunden und Katzen, berührt aber auch Kaninchen, Fische und Vögel.
Wegen der anhaltenden Problematik der Qual- und Defektzuchten bei Heimtieren besteht seit Juli 2016 ein Aktionsbündnis deutscher Tierärzte im Rahmen einer Aufklärungskampagne der Bundestierärztekammer (BTK). Zu den Maßnahmen der Arbeitsgruppe gehört „neben der Aufklärung von Tierhaltern über Merkblätter auch die Erarbeitung von Checklisten zur Beurteilung von Qualzuchtausprägungen als Hilfestellung für amtliche Tierärzte“. Außerdem wolle die Tierärzteschaft darauf hinwirken, dass bestimmte Hunderassen in der Werbung nicht mehr so präsent sind, denn durch die häufige Darstellung von Mops, Bulldogge oder Chihuahua werde die Nachfrage nach solchen Hunden oft erst geweckt.
Im Oktober 2017 berichtete Das Erste über das Thema in der Sendung [W] wie Wissen mit dem Titel „Mops und Co: Wie Hunde unter der Qualzucht leiden“. Darin kommt u. a. Martin Kramer, Mitglied des Präsidiums der Bundestierärztekammer und Präsident der Deutschen Veterinärmedizinischen Gesellschaft (DVG), zu Wort.
Im Januar 2019 wurde von der BTK die Arbeitsgruppe „Qualzucht bei Nutztieren“ im Rahmen der AG „Qualzucht“ konstituiert, um die konsequente Anwendung von § 11b des Tierschutzgesetzes auch bei Nutztieren einzufordern und in die Praxis zu überführen. Aufklärung, Öffentlichkeitsarbeit und Fortbildung zu dem Thema sollen dabei fortlaufend verfolgt und weiter ausgebaut werden.
eBay bzw. eBay Kleinanzeigen (heute Kleinanzeigen) haben im Oktober 2020 damit begonnen, Angebote von Qualzuchtrassen auf ihren Internetportalen zu verbieten. Es „werde an einer Verbotsliste gearbeitet, die sich an den Empfehlungen anerkannter Tierschutzorganisationen orientiert …“.
Seit dem 1. Januar 2022 dürfen Tiere mit Qualzuchtmerkmalen nicht mehr ausgestellt werden.

### Niederlande
In den Niederlanden ist die Zucht von kurznasigen Hunden aller Rassen, einschließlich der Mischlinge, grundsätzlich verboten, soweit deren Nasenlänge nicht mindestens ein Drittel der Kopflänge beträgt. Der niederländische Verein Commedia (Rasse Mops) unter dem Dach des Raad van Beheer (Dachverband, vergleichbar mit dem deutschen VDH) hat daraufhin bis auf weiteres die Zucht eingestellt. Commedia und Raad van Beheer arbeiten nun an neuen Zuchtstrategien für die Rasse Mops, die mit dem Tierschutzgesetz in den Niederlanden vereinbar sind bzw. die Duldung des Gesetzgebers in den Niederlanden finden (Sachstand Juni 2019).
In einer Mitteilung des Ministeriums LNV (Ministerium für Landwirtschaft, Natur und Lebensmittelqualität) wurde bekanntgegeben, dass im März 2019 damit begonnen wurde, anhand von Kontrollen dieses Gesetz durchzusetzen.
Modifizierte Liste 2020
Alle Zuchtzulassungserklärungen mit einem Deckdatum vor dem 18. Mai 2020 werden nach dem alten Verfahren gehandhabt, danach nach dem neuen geänderten Verfahren.
Für alle Zuchtzulassungen der genannten kurzschnäuzigen Rassen ist es obligatorisch, eine tierärztliche Erklärung beider Elternteile einzureichen.
Eine Ahnentafel wird gegen Vorlage einer tierärztlichen Bescheinigung ausgestellt, aus der hervorgeht, dass die Durchsetzungskriterien erfüllt sind.
Wenn aus der tierärztlichen Bescheinigung hervorgeht, dass die Kriterien nicht erfüllt sind, wird kein Stammbaum ausgestellt.
Auf einer der nächsten Mitgliederversammlungen wird der Vorstand den Mitgliedern vorschlagen, wie mit Kombinationen zu verfahren ist, die die Kriterien nicht erfüllen. Bis zu dieser Generalversammlung werden für alle die Würfe, die die Kriterien nicht erfüllen keine Dokumente ausgestellt, bis die formelle Entscheidung gefallen ist.
Betroffene Rassen sind:
1. Affenpinscher
2. Boston Terrier
3. Zwergspitz
4. Englische Bulldogge
5. Französische Bulldogge
6. Griffon Belge
7. Brüsseler Griffon
8. Japan Chin
9. Mops
10. Pekingese
11. Petit Brabançon
12. Shih Tzu
13. Cavalier King Charles Spaniel

Im Fokus stehen insbesondere wegen möglichem Atemwegssyndrom (BOAS) alle brachycephalen Rassen.

### Norwegen
Das Bezirksgericht Oslo in Norwegen hat die selektive Zucht von Englische Bulldogge und Cavalier King Charles Spaniel verboten, da diese gegen das norwegische Tierschutzgesetz §25 verstößt. Die Zucht sei zu grausam und führe zu starken gesundheitlichen Problemen bei den Tieren. Das Verbot betrifft keine seriöse Zucht auf Basis wissenschaftlich fundierter Kreuzungen.

### Vereinigtes Königreich
Als Reaktion auf den investigativen Dokumentarfilm Pedigree Dogs Exposed von 2008 wurden von der Royal Society for the Prevention of Cruelty to Animals (RSPCA) mehrere Untersuchungen bezüglich der Zuchtpraktiken bei Rassehunden angestellt. Dabei konnte festgestellt werden, dass insgesamt ein kritisch zu betrachtendes Tierschutzproblem vorliegt. Folglich legte die RSPCA dem Kennel Club einen Maßnahmenkatalog zur tiergerechten Verbesserung der Missstände vor.
Von Oktober 2010 bis 2013 entstand als Reaktion auf diese Dokumentation ein Projekt des Royal Veterinary College; ferner wurde der landesweite VetCompass ins Leben gerufen.
Im Februar 2012 erschien der zweite Teil des Dokumentarfilms namens Pedigree Dogs Exposed: Three Years On (übersetzt: „Rassehunde enthüllt: Drei Jahre später“), der über erste positive Entwicklungen zur Verbesserung der dokumentierten Missstände bezüglich des Tierschutzes berichtet.
Im Oktober 2014 begann das Royal Veterinary College unter der Leitung von Dan O’Neill ein epidemiologisches Forschungsprojekt, um weiterführende Erkenntnisse zur Tiergesundheit für den Wissenspool VetCompass zu sammeln.
Im September 2016 berichtete The Daily Telegraph unter anderem über die laufenden Aktivitäten des Royal Veterinary College zur Aufklärung insbesondere über die Qualzucht bei Hunden.
Ebenfalls im September 2016 berichtete der Daily Mirror hinsichtlich der potentiellen Qualzuchtformen über einige kritisch zu bewertende Hunderassen.

### Österreich
In Österreich verbietet § 5 Abs. 2 des Tierschutzgesetzes (TSchG) Züchtungen, „die für das Tier oder dessen Nachkommen mit starken Schmerzen, Leiden, Schäden oder mit schwerer Angst verbunden sind.“ Dabei ist sowohl die Zucht als auch der Import, Erwerb, die Weitergabe und die Ausstellung verboten. Im Gesetz sind die folgenden Merkmale zur Erkennung untersagter Züchtungen genannt:
- Atemnot
- Bewegungsanomalien
- Lahmheiten
- Entzündungen der Haut
- Haarlosigkeit
- Entzündungen der Lidbindehaut und/oder der Hornhaut
- Blindheit
- Exophthalmus
- Taubheit
- Neurologische Symptome
- Fehlbildungen des Gebisses
- Missbildungen der Schädeldecke
- Körperformen, bei denen natürliche Geburten nicht – oder nur ausnahmsweise – ohne Schäden möglich sind

### Schweiz
Nach Artikel 10 des Tierschutzgesetzes kann die Zucht, das Halten und Erzeugen von Tieren mit bestimmten Merkmalen durch den Bundesrat verboten werden. Dabei sind laut Absatz 1 insbesondere Züchtungen verboten, bei denen mit „durch das Zuchtziel bedingte[n] oder damit verbundene[n] Schmerzen, Leiden, Schäden oder Verhaltensstörungen“ gerechnet werden muss. Ausgenommen sind davon Tierversuche, im von Artikel 17 angegebenen Rahmen. Der Begriff „Qualzucht“ wird im Gesetz nicht verwendet.
Im Rahmen einer landesweiten Kampagne gegen extreme Kurzköpfigkeit bei Hunden haben die Schweizerische Vereinigung für Kleintiermedizin (SVK), die Schweizerische Kynologische Gesellschaft (SKG), die Schweizerische tierärztliche Vereinigung für Tierschutz (STVT) sowie die Vetsuisse-Fakultät der Universität Bern einen Massnahmenkatalog ausgearbeitet, welcher ab 2018 systematisch in Anwendung kam.